# Gheorghe Ciolac

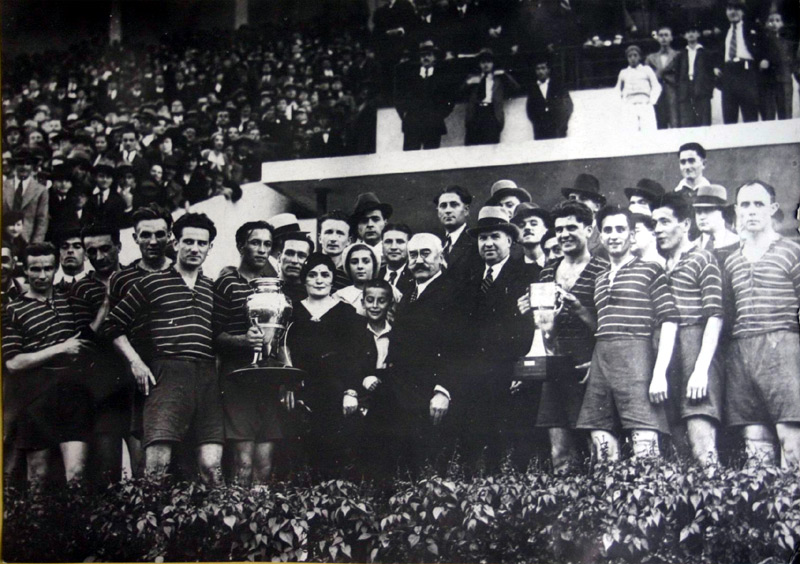
După terminarea finalei Cupei României, ediția 1933-1934, primul-ministru Vaida Voivod, împreuna cu soția, înmâneaza „Cupa Romaniei” lui Ghiță Ciolac, căpitanul echipei Ripensia Timișoara

Gheorghe Ciolac (n. 10 august 1908 – d. 13 aprilie 1965) a fost un fotbalist român, care a jucat 
în echipa națională de fotbal a României la Campionatul Mondial de Fotbal din 1934 (Italia). În România, Gheorghe Ciolac a jucat la clubul Ripensia Timișoara.

## Goluri la națională
| #  | Dată              | Stadion                                       | Adversar   | Scor | Rezultat | Competiție      |
| -- | ----------------- | --------------------------------------------- | ---------- | ---- | -------- | --------------- |
| 1  | 21 aprilie 1929   | Stadionul Republicii, București, România      | Bulgaria   | 1-0  | 3-0      | Amical          |
| 2  | 21 aprilie 1929   | Stadionul Republicii, București, România      | Bulgaria   | 2-0  | 3-0      | Amical          |
| 3  | 21 aprilie 1929   | Stadionul Republicii, București, România      | Bulgaria   | 3-0  | 3-0      | Amical          |
| 4  | 10 octombrie 1929 | Stadionul Republicii, București, România      | Iugoslavia | 2-0  | 2-1      | Cupa Balcanilor |
| 5  | 28 iunie 1932     | SK Jugoslavija, Belgrad, Iugoslavia           | Grecia     | 1-0  | 3-0      | Cupa Balcanilor |
| 6  | 4 iunie 1933      | Stadionul Republicii, București, România      | Bulgaria   | 3-0  | 7-0      | Cupa Balcanilor |
| 7  | 4 iunie 1933      | Stadionul Republicii, București, România      | Bulgaria   | 4-0  | 7-0      | Cupa Balcanilor |
| 8  | 4 iunie 1933      | Stadionul Republicii, București, România      | Bulgaria   | 6-0  | 7-0      | Cupa Balcanilor |
| 9  | 11 iunie 1933     | Stadionul Republicii, București, România      | Iugoslavia | 2-0  | 5-0      | Cupa Balcanilor |
| 10 | 14 octombrie 1934 | Czarnych, Lwow, Polonia acum Lvov, Ucraina    | Polonia    | 2-1  | 3-3      | Amical          |
| 11 | 27 decembrie 1934 | Stadionul Apostolos Nikolaidis, Atena, Grecia | Grecia     | 2-0  | 2-2      | Cupa Balcanilor |
| 12 | 30 decembrie 1934 | Stadionul Apostolos Nikolaidis, Atena, Grecia | Bulgaria   | 3-0  | 3-2      | Cupa Balcanilor |
| 13 | 24 mai 1935       | Stadionul Republicii, București, România      | Bulgaria   | 3-1  | 4-1      | Cupa Balcanilor |

## Titluri
- Campion al României (de patru ori) : 1932-1933, 1934-1935, 1935-1936, 1937-1938
- Cupa României (de două ori) : 1933-1934, 1935–1936